# Сопів
Со́пів — село в Україні, в Печеніжинській селищній громаді Коломийського району Івано-Франківської області.

## Географія
Село Сопів розташоване на заході України, належить до Коломийського району Івано-Франківської області. Лежить по обидва боки річки Сопівки — правої притоки Пруту, що впадає в Дунай.
Центр міста Коломиї лежить на схід від села, нижче за течією Пруту. Західне передмістя відокремлюється від села Прутом. На лівому березі річки розташована паперова фабрика, пивзавод, трохи далі від річки сирзавод і хлібокомбінат міста Коломиї.
З Сопова до обласного центру — 67 км, а по прямій (за картою) на північний захід— 45км.
До столиці України (за картою) 45 км, а по шосе — 640 км.

## Природа
Рельєф села акумулятивний, рівнинний, утворений наносами річок Пруту і Сопівки. Село лежить на другій і третій терасах Пруту. В центральній частині із заходу на схід розроблена вузька долина Сопівки із невеликою заплавою. Заплава складена переважно з піщано-галькового алювію з розрідженою лучною і чагарниковою рослинністю, слаборозвиненими дерновими кам'янисто-супіщаними ґрунтами. Тераси Пруту характеризуються рівним рельєфом, складеним суглинковим та гальковим алювієм значної потужності. На правому березі Сопівки рельєф підвищується на південний захід. Тут починаються схили підгірської області структурно-ерозійних низькогір'їв, які утворені на піднятих складках внутрішньої зони Передкарпатського крайового прогину. Переважають низькі хребти. Абсолютні висоти їх в середньому становлять 300 м. Відносні висоти над долиною Пруту — 120 м. Характерне сильне розчленування, яке посилюється складом порід косівської і долинської світ. Вони легко розмиваються підземними і річковими водами, піддаються зсувам на схилах долин і горбів.Територія села входить до Карпатської геосинклінальної області, точніше другої її частини Передкарпатського крайового прогину. Він заповнений потужною товщею уламкових порід: пісковиків, конгломератів, глин, пісків, що виповнюють передові передгірні прогини матеріалами руйнування зростаючих гірських хребтів. Це підтверджують дані свердловини, поставленої в заплаві річки Прут:
- 50—100 м №, прутські шари глина піщана верхнєкосівська
- 305 м №, вербівецькі шари глина
- 330 м №, дністровські шари вапняк
- 331 м №, дністровські шари вапняк з сіркою
- 335 м №, барановські шари мергель.

Територія села входить у внутрішню частину Передкарпатського крайового прогину, яка утворилася на складчастій флішевій основі. Ця зона має складну лускувату будову, що характерна для південно-західної частини села, де проходить район периклінального занурення без слідів розривних порушень, складений сланцями і мергелями. У долинах річок Сопівки і Пруту добувають будівельні матеріали: пісок, гравій, валуни. В долині Пруту ведуться пошуки сірки (1988 р. Львівська геологічна партія).
На клімат села впливає географічне положення в помірному кліматичному поясі, наявність гірських хребтів Карпат на південному заході, перенесення повітряних мас. Ці фактори тісно пов'язані між собою. В нашій місцевості помірно-континентальний тип підсоння. Переважають північно-західні вітри (12,5 %). З ними пов'язане зм'якшення температури повітря і підвищення його вологості. На другому місці кількість днів зі східними вітрами континентального типу (9 %). Значно рідше проникають арктичні повітряні маси. Абсолютна мінімальна температура повітря —36°С, а максимальна +37,6°С. Середньорічна температура повітря − 7,30°С. Протягом року випадає в середньому 658 мм на 1 см² (1980 р.— 1 964 мм). Опади переважають влітку. В теплий період випадає 70 % опадів, на літо припадає 54%, в червні — 17 % річної норми. Останні весняні приморозки припадають на початок травня інколи, як 1985 року— початок червня. Перші осінні приморозки — на початку жовтня. Безморозний період триває 150 днів. Сум температур понад +5°С=2920°, понад ^10°С=2550°. Весна тепла суха. Літо вологе. Днів із температурою понад + 20°^14. Осінь починається теплим вереснем. Найхолодніша частина зими — січень. Снігове покриття триває 120 днів, але воно нестійке. На північно-східній околиці села протікає з заходу на схід річка Прут. Тут вона має ширину заплави до 1 км, річище від 10 до 20 м дно плоске і широке, лівий берег крутіший, швидкість течії в середньому 0,7 — 1 м/сек. Режим — паводковий. Замерзає наприкінці грудня. Льодостав починається в лютому, триває від 1 до 50 днів. Найбільші підняття води бувають в літні місяці внаслідок зливових і затяжних дощів у горах. Навесні і влітку середній стік води становить 55 - 70, взимку— 10 -15 %.До складу річкової води входять різні хімічні елементи кількість яких змінюється в залежності від погодних умов. В сум літні і зимові дні залишок у воді майже без змін. Він нижчий від допустимих норм для питної воли в 3 і 3,5 раза. Коли тане сніг і бувають повені, сухий залишок збільшується, але норми не перевищує. В цей час вода дістає запах, знижується прозорість і збільшується кількість азоту, кислотність. В зимові дні підвищується твердість води внаслідок збільшення розчиненого кальцію, магнію. Влітку у воді 13-20 одиниць хлоридів, взимку— до 100 одиниць. У центральній частині села, із заходу на схід, протікає притока Лючки і Пруту — річка Сопівка. Впадіння відбувається за межами села. Долина Сопівки формувалася на другій терасі Пруту. її ширина 300—500 м, ширина заплави — 50 - 100м, річище 12м. Дно плоске, неглибоке. На території села правий берег крутіший, чітко виділяються меандри. Малоглинисті породи берегів легко розмиваються. Довжина Сопівки 24 км, в, межах села— 9 км. На території села для побутових потреб використовують воду криниць, які знаходяться на акумулятивних терасах Пруту, що є водоносними горизонтами. Дзеркало підземних вод — на глибині 5-8 м. Поповнення запасів відбувається за рахунок інфільтрації атмосферних опадів, а також під впливом руслових вод Сопівки. Дебіт криниць 9 м8 год., при пониженні на 1,02 м. Сольовий склад і хімічні властивості вод задовільні. Із мікроелементів у воді відсутній фтор, що призводить до поширення серед населення карієсу зубів.
На низьких заплавах річки Пруту поширені дернові глибокі карбонатні слабокам'янисті ґрунти. Вони утворилися на добре дернових алювіальних відкладах. Через це процеси опідзолення проявляються слабо. Ґрунти ці бідні на гумус (1,05%). На високій заплаві залягають дернові слабопідзолисті глинуваті пилувато-легкоглинисті ґрунти з плямами кам'янистих. Вони утворилися на суглинкових алювіальних відкладах, підстелених з глибини 2 м піщано-гальковими відкладами. Відсоток гумусу — 2,37. Потребують азотних, фосфорних і органічних добрив (25—ЗО т/га). У Сопові природна рослинність збереглася в південно-західній частині, де є ще лісові масиви. Це дубово-буково-ялицеві ліси, які поширюються на висоті 300—500 м над рівнем моря, у смузі дотику дубових, букових і ялицевих деревостанів. Деревостани двоярусні. У першому ярусі переважають, ялиця, в другому — дуб звичайний та бук з домішкою граба і липи серцелистої; у підліску — ліщина, горобина, малина, калина, бузина червона, вовче лико. Провідні види трав'янистого ярусу: зеленчук, квасениця, маренка запашна, зубниця залозиста, переліска багаторічна, підмаренник Шультеса, папороті.
У заселеній частині села майже не збереглася у непорушеному стані природна трав'яниста рослинність, оскільки більша частина розорана під угіддя. Серед трав'янистих формацій найпоширеніші луки, які займають площі заплав річок Сопівки і Пруту. Тут ростуть осока, злакові трави: купичник наземний, пирій повзучий, волошки лучна, тонконіг лучний, щавель кислий, жовтець їдкий і повзучий. Тваринний світ залежний від рослинного. У лісовому масиві фауна відповідає ландшафтній зоні лучно-лісового Передкарпаття, яка має перехідний характер від лісостепової до гірсько карпатської. Для іхтіофауни лісових ставків характерна присутність форелі, пічкуря, верховодки, бистрянки.

## Населення і заняття
У 751 дворі Сопова мешкає 2328 осіб. З них — 50 учасників Другої світової війни, вдів— 33, репресованих — 15, багатодітних матерів — 12, 2 учасники ліквідації Чорнобильської аварії, 3 учасники війни в Афганістані. Живе також 58 одиноких людей, 29 малозабезпечених сімей. Соціальну пенсію одержують 42 чоловік, пенсію робітників і службовців одержують 237 осіб, а колгоспну — 250 осіб. В селі є 342 пенсіонерки і 145 пенсіонерів. Приріст населення становить приблизно 10 осіб. В 1991 році народилося 28, померло — 21. До 15 років в селі проживає 544 особи. Жінок у Сопові — 1290, чоловіків — 1038. Щороку погіршується екологічний стан села. Забруднені заплава і річище Сопівки, ліс, особливо навколо ставків. Хоча подвір'я селян чисті, але в багатьох місцях Сопова виникли сміттєзвалища, що не милує око. Непривабливо виглядають й окремі вулиці села.
У Сопові розташовані такі підприємства:
1. Сопівське підприємство для забезпечення нафтопродуктами;
2. Сопівське ремонтно-транспортне підприємство;
3. Коломийське районне шляхово-ремонтне будівельне
управління;
4. Сопівський цех зрідженого газу;
5. Сопівський завод залізобетонних виробів;
6. Цех для виготовлення фруктового пюре;
7. Меблевий цех;
8. Ковбасний цех;
9. Швацький цех;
10. Тваринницькі ферми;
11. Млин.

### Мова
Розподіл населення за рідною мовою за даними перепису 2001 року:
| Мова       | Кількість | Відсоток |
| ---------- | --------- | -------- |
| українська | 2541      | 99.57%   |
| російська  | 10        | 0.39%    |
| румунська  | 1         | 0.04%    |
| Усього     | 2552      | 100%     |

## Історія
В історичних джерелах Сопів згадується ще 1389 року.
Після цієї дати Сопів згадується ще 1473 року в «Актах міських і сільських з часів Речі Посполитої „Польської“ з архіву т. зв. Бернардинського у Львові». Львів, 1868—1935, т. 12, стор. 352 — (латинською (польською[джерело?]) мовою). В актах за 1443 рік записано, що село Сопів належало тоді галицькому каштеляну Янові (Іоанові) Колі з Далеєва. Власниками села після його смерті (1468 року) з 1473 року спільно були брати Ян, Павел, Пйотр Коли. Правдоподібно за походженням з дрібного княжого або боярського роду, якого визнали польські власті. Ці згадки наводить у своїй праці відомий польський історик і юрист Пшемислав Домбковський.
У податковому реєстрі 1515 року документується 8 ланів (близько 200 га) оброблюваної землі та ще 3 лани тимчасово вільної.

## Легенда про Сопів
Цікаву історію Сопова подає Томенко Олекса (нині покійний), який вів свої записи протягом багатьох років. Як краєзнавець, він мав дивний сон, котрий спонукав випитати старих людей, коли повстало село Сопів і його назва, і все те зафіксувати на папері. У цьому сні він зустрічав своїх предків — односельців. Ось його розповідь: "Я мав сон. Уздрів великий вогонь. Я побіг до вогню. Хати горіли. Люди бігали і виносили, що могли. Аж бачу в однім місці багато людей гасять вогонь. Приходжу. Вони гасять млин і кричать гасити, аби домолоти корець жита, бо не буде що їсти. Потім усі мешканці зібралися на «Поликах», нижче Щербанюка Миколи. І тут на «Поликах» є їх багато. Є між ними уряд, який призначає кожному зокрема, де має  будуватись. Всім призначено місце тут, де ми тепер живемо. Я в сні приступаю до їх солтиса (бо так його називали): «Призначте мені місце на будову». Він показує мені рукою аж у Коломиї, коло гімназії: «Бо ти ще молодий, мусиш ся учити і написати про нас…».
У цьому ж сні Олекса Томенко довідується про походження назви «Сопів», про своїх предків. Йому сказали, де можна знайти підтвердження. Він звертається до пароха села Михайла Романовського. В метриках Олекса Томенко знаходить імена названих йому предків. Так він повірив у сон і виконав волю своїх прародичів. Живучи в селі, зайнявся просвітницькою працею, вів записи. «Була списана історія „тего всего, що ся діяло в Сопові“, але під час Другої світової війни мене арештовано, а те — знищено»,— читаємо запис від 2 квітня 1958 року. Як пише Олекса Томенко, «може, з 1000 років тому наше село було на південному заході від теперішнього. Називалося воно в той час Тетерів. Невідомо з яких причин воно згоріло. Ту місцевість називають тепер „Погорільці“. Пізніше, може 600 років тому, жили на „Березівках“ і „Стриївках“. Село називалося Бакша. Там було до 80 хат. Це село теж згоріло. І на Гришківці, на Погорільцях і коло Ямини, на Березівках і Стриївках, на Липах і коло Тикини дотепер знаходять спалені каміння, черепки. Аж після цього запосіли сучасну територію села».

## Походження назви села
Є кілька версій щодо походження назви «Сопів». За Йосипом Дмитренком, назва села походить від назви річки, що протікає центром села. Вівчарі пасли худобу, грали в сопілки. Річка теж вигравала, як сопілка. Тому і назвали Сопівка, а від неї село Сопів. За Олексою Томенком, трохи інакше, хоча суть та сама. В село прийшов Василько, котрий красно грав у сопілку. Всі його дуже любили. І з любові до нього дали назву селу від його сопілки «Сопів». У третій версії йдеться про те, що в давнину в село прийшла чума. Багато людей вимерло. Під час чуми всіх ховали в одну яму в лісі, яка з Томенкового лазу коло Леній. Навіть тепер видко подовгуватий горбик з лівого боку дороги на Томенковому лазу. То — могила чуми. Хто захворів — його вивозили і клали коло ями. Коли ця людина помирала — зіпхали в яму, аби не заразитися. Але один вивезений над яму не помер, а видужав і повернувся в село. Всі, котрі ще жили, вийшли назустріч з священиком, тішилися, що він щасливий вернувся з того світу. А тому, що він сопів (важко дихав), назвали село Сопів.

## Дослідження
Автор книжки «Походження назв населених пунктів Покуття» Дмитро Бучко (Львів, Світ, 1990, ст. 110) вважає, що назва села Сопів походить від давнього чоловічого імені Соп, а можливо, Сопроній — Софроній. Тобто, Сопів маєток. Мають свої назви і різні кутки села. Куток на лівому березі Сопівки — «Воронівка». Колись тут проживали Воронюки. Дмитренки мали свою вулицю, яка і називалася Дмитренкова або Якимова, а згодом назвали Фірасова, бо тут стояла пилорама. На західній окраїні — «Чепаш». Найвище в селі розташований кут «Горішній». І тепер вулиця Стефаника називається Копанкою. Копали її за панщини для пана. Тут зупинявся потяг. У центрі села — куток «Осередок». На півдні села — куток «Мочіра», названий так через підвищений вміст вологи у верхніх шарах ґрунту. Свого часу з'явилися в селі назви вулиць: Цісарська, Повітова, Шкільна. У 1991 році введені сучасні назви вулиць. Їх 19: вулиця Січових Стрільців, Ґазова, Княждвірська, Василя Стефаника, Молодіжна, Ярослава Ґалана, Михайла Коцюбинського, Зелена, Шкільна, Лесі Українки, Ольги Кобилянської, Українська, Нова, Тараса Шевченка, Івана Франка, Василя Стуса, братів Довганюків (названа на честь Миколи та Івана Довганюків — солдатів Радянської армії, які загинули в Єгипті 1980 року). Найновіша вулиця села носить назву славетного кошового отамана Запорізької Січі Івана Сірка.
Цікаві й самобутні прізвища сопівських людей, серед них корінні — Бойчуки, Паландюки, Довганюки. З Кийданча прийшли Батринюки, з Соколівки Косівського району — Кушнірі. Дмитренки втекли колись з великої України, а Филипіви аж із Росії. У своїй книзі «Карпатські опришки» професор Володимир Грабовецький згадує шістьох братів Дзюндзюраків з Сопова, які були арештовані як опришки і привезені в Станіслав на суд. Досі зберігаються в селі пам'ятки і назви, що свідчать про далеку історію. Ще з часів нападу монголо-татар, а може й давніших часів є могилки в різних кутках села: на лазах Кушніревих, над берегом Баршулінових (12 могил), на Бутькові Баршулінових вгорі під лісом (5 могил). На горі, просто Ксьондзової царинки, на лівому боці є горбок. Колись там стояв хрест, перед ним — капличка, а перед нею чуга — високий дерев'яний стовп, обвитий соломою. Біля нього весь час вартували, щоби запалити вогонь, якщо нападуть татари. Такі чуги були в кожному селі і, коли з'являлися татари, запалювали, і давали людям сигнал, аби вони ховалися. Найбільше тікали в ліси, в неприступні місця. Ще з часів татарських набігів коло теперішнього цвинтаря, за Бутьківцем, на городі Тарновецьких (тепер Косоловичів) є Замчище, де також ховалися від татар. На Бутьківці біля Замчища були три греблі, які затримували воду. Під час небезпеки обливали Замчище водою.
Із татарськими нападами пов'язують назву поля «Вериголова». Як оповідав Кость Жигалюк, на тому полі наші односельці билися з татарами. Сопівські люди орудували дерев'яними вилами і їм вдалося урвати голову татарина. А на пам'ятку назвали те поле «Вериголова».
У 1865—1866 роках у Сопів зайшла холера, і тоді вимерло багато родин. Щоденно ховали по кілька людей. Довелося долучити до цвинтаря 14 арів землі від Дрібнюків. А за місяць довелося взяти в Паландюків ще гектар землі. Хоч і того не вистачило.
Протягом свого історичного розвитку Сопів, як і інші західноукраїнські села, перебував під чужими окупаціями і відповідно належав до різних адміністративних утворень. За церковним поділом у XVIII столітті — домінікія Сопів, Станіславського циркулу, а з 1811 року — циркулу Коломия. У 1854 році — Сопів за шкільним поділом входив до Пістинського шкільного округу Коломийського повіту. У 1902 році — Сопів у Коломийській окрузі. У 1904 році Сопів згадується як село Печеніжинського повіту, а в 1926-му — вже Коломийського повіту. У 1938 році — Сопів належав до гміни Верхнього Вербіжа Коломийського повіту, з 1940 — Сопів — село Коломийського району Станіславської області (згодом — Івано-Франківської).
Збереглися згадки і про панщину. Селяни, які мали землю у власному користуванні, працювали по 3 дні на панщині, а безземельні або «халупники» — по 4 дні. Щосуботи пан Струсевич, якому належали ці землі, підбивав підсумки роботи. Якщо селянин не вкладався в норму, то дістав 5, 10, 25 буків, а по неділі мусив цей замір відробити.
У 1848 році в Австрії скасовано панщину, після цього почала забудовуватися основна частина села. Приїжджі люди купували землю у пана Кунца. До 1905 року розпродаж закінчили. Під ту пору війтом був Максим Федюк. Він допомагав панові продавати землю. За це дістав 12 моргів поля біля головної дороги (за Дмитренком Й. М.).
Цікавий документ від 14 лютого 1651 року зберігся в Львівському державному історичному архіві. Це — «Протестація шляхтича Раковського». У ній ідеться про те, що до уряду в справі цих галицьких старостинських актів з'явився особисто шляхтич Матвій Раковський і урочисто протестував проти Івана Летника, Григорія Побережника, братів-близнюків Івана і Олекси Піртевичів, синів Прокопія з села Сопів, підданих ясновельможної Анни Острозької, дружини королівського мечника шляхетного Станіслава Яблоновського. Ці (піддані) в період безкоролів'я спалили його маєток у селі Текуча та позабирали особисті речі і домашнє начиння протестувальника: шість кобил, двох жеребців, дванадцять корів. Коли Матвій Раковський довідався від економа цього маєтку про всі ці справи, що сталися, то відповідно протестував.

## Світові війни
Коли почалася перша світова війна, то Сопів належав до Австро-Угорщини. Як пише Томенко Олекса, 1 липня з Коломиї прийшов посланець до сільського уряду і дав наказ про загальну мобілізацію. Всі військові люди повинні були до 24 години відійти на війну. Смертна кара чекала того, хто б відмовився. І зразу ж селом почали дзвонити і трубити на сполох. А 2 липня збиралися люди. Не було жодної родини, з котрої не виправили б на війну сина, чи брата, чи чоловіка. Два дні в селі було чути плачі, зойки. Кожен передбачав, що то його, може, останнє прощання. Ще кілька днів мобілізовані перебували в Коломиї, а через тиждень від'їхали на фронт. На жінок і малих дітей спав подвійний тягар праці. Однак через тиждень після розлуки всі взялися до роботи, допомагали одні одним і так впоралися з роботою. У місяць війни з Коломиї уряди почали втікати на Угорщину і Австрію. А жителі села, дивлячись на урядовців, і собі почали втікати із села в ліс, у поле. Так тривало З тижні. А коли почали падати дощі, люди в полі намокли і почали вертатися до хат. Але страх не покидав людей. Кожен копав собі яму коло хати, ховав там свої речі і пересиджував у ній, бо говорили, що прийдуть москалі — людей виріжуть, а хати спалять. Австрійські війська відступили в гори. Прийшли москалі. Люди, бачачи, що їх не зачіпають, вгамувалися.
Восени 1914 року австрійські війська відсунули москалів, у Вербіжі 2 дні тривав бій. Знову австрійські вояки відступили в гори, але в лютому 1915 року вони наступили на Коломию і посунули москалів за Дністер. По приході австрійських військ всі цивільні з Сопова були змушені копати шанці (рови) навколо Коломиї. А 15 березня почалася друга мобілізація. Всіх чоловіків від 18 до 42 років взяли на фронт. Пішло їх з села до 120 чоловік.
У 1918 році Галичина проголосила ЗУНР (Західно-Українська народна республіка). Але польські окупанти не визнали державу і почали війну, котра тривала 2 роки. Багато сопівських було в УГА. На пам'ятнику в центрі села 90 прізвищ колишніх січових стрільців, які боролися за волю України: Василь Бойчук, Юрій Бойчук, Петро Вандич, Микола Дмитренко, Дмитро Катеринчук, Микола Катеринчук, Дмитро Бабій, Гнат Бойчук, Кирило Бойчук, Михайло Бойчук, Іван Бойчук, Іван Бойчук, Федір Бойчук, Юрій Бойчук, Юрій Болейчук, Василь Василик, Микола Василик, Ілля Воронюк, Йосип Данищук, Василь Дмитренко, Іван Левицький, Іван Стефурак, Терлецький, Федір Федюк, Филип Федюк, Михайло Юхненко, Матій Дмитренко, Олекса Дмитренко, Стефан Дмитренко, Іван Довганюк, Стефан Дорундяк, Гаврило Дрібнюк, Іван Дрібнюк, Олекса Дябелко, Михайло Знайда, Микола Катеринчук, Іван Катеринчук, Ілля Катеринчук, Йосип Катеринчук, Петро Катеринчук, Петро Катеринчук, Іван Кушнір, Іван Кушнір, Василь Кушнір, Василь Кушнір, Костянтин Кушнір, Томко Книщук, Йосип Косілович, Михайло Крамар, Іван Крамар, Михайло Копильців, Яким Клюсак, Ілля Костюк, Микола Олексій, Василь Остап'юк, Дмитро Паландюк, Матвій Пукан, Матвій Пукан, Федір Довганюк, Микола Дробовіцький, Микола Дмитренко, Федір Кушнір, Микола Климович, Василь Левицький, Дмитро Ільків, Яків Свірнюк, Прокіп Свірнюк, Ілля Тихонюк, Онуфрій Тихонюк, Іван Томенко, Петро Туліка, Василь Федюк, Микола Федюк, Юрій Федюк, Ілля Федюк, Дмитро Філіп, Іван Філіп, Олексій Фидоришин, Юрій Ющак, Василь Ющак, Петро Ющак, Павло Щербинюк, Юрій Цвеюк, Іван Свірнюк, Василь Томенко, Петро Тихонюк, Василь Тихонюк, Онуфрій Федюк, Федір Федюк, Яків Філіп.
24 березня 1925 року 120 сопівчан, які повернулися з війни, відзначали 10-у річницю мобілізації на І Світову війну подячним богослужінням і панахидою за учасників війни, які загинули. Зійшлися в Томенка Олекси. Місцевий хор взяв участь у святі, купили на пам'ятку образ, дякували Богу за життя. А підсумок тої війни для Сопова такий: всіх було на війні 390 чоловік з 400 хат. З війни вернулося 295 чоловік, 17 із них не дочекалося 10-ї річниці, бо померли від різних хвороб. Потім поставили хрест, де записали всіх щасливих поверненців з війни. Щороку в селі відзначали кінець війни. Першого листопада 1938 року відзначили 20-річчя ЗУНР. Ось як описує цю подію Олекса Томенко: «У 20-літню річницю розпаду Австрійської держави і кінця першої світової війни і воскресіння Української держави зійшлися до церкви 100 чоловік і 30 жінок. Отець Грабовецький відправив службу Божу подячну. По службі — велика панахида за померлих товаришів, колишніх жовнірів, котрих у боях загинула ціла сотня, а межи часом ще 75 осіб. По відправі всі пішли до читальні, де зробили складку і спільну забаву. На забаві пригравав мандоліновий оркестр, що складався з 8 мандолін. Священик о. Грабовецький враз з жінкою взяв участь у читальні. Бавилися всі разом до пізньої ночі. Всі з задоволенням пізно вечором, бадьорі на дусі, розійшлися домів з тим, щоб по можливості робити спомини щороку. Порядку сторожило два постерункові. На пам'ятку зроблено знімку з цього свята. В 20-ліття дожило 235 людей, з чого активних було лиш 150, решта — байдужі».
Наближався трагічний 1939-й рік. Таємний пакт Молотова — Ріббентропа вирішив долю народів, що жили у мирі, а тепер стали на порозі війни. Західна Україна перебувала під другою польською окупацією. Тепер її поділили між двома агресорами — Німеччиною і СРСР. І вже у вересні 1939 року Червона Армія вступила на територію Західної України. Уряд Польщі в паніці тікав за кордон, здебільшого у Румунію, а звідти у Західну Європу.
Жителі Сопова були свідками втечі декількох членів уряду. Двомоторний літак через зіпсуття одного з моторів мусив зробити Посадку у місцевості «Гора» у нашому селі. Через кілька хвилин після вимушеної посадки до літака під'їхав автомобіль і забрав пасажирів літака, від'їхавши у напрямку Яблунова. Літак завели і сховали на Зрубі на лану Клецкого, звідки його через кілька днів забрали уже представники радянської влади, яку встановили в Сопові. Літак спровадили на поле біля садиби, де проживає Катеринчук Василь, у тій же місцевості «Гора». Відтак привезли майстрів, які почали лагодити літак. Ремонт тривав до січня 1940 року, а тоді літак здійнявся у повітря, покружляв над селом і полетів на схід.
Повернемося знову до записів Олекси Томенка: "Друга світова війна зачалася у вересні 1939 року. Гітлер із німцями напав на Польщу. Польща змобілізувала всіх військових людей, котрі пішли її боронити. Однак війна була коротка тривала 17 днів. Польща
застала розбита, забрана німцями. А Галичину німці віддали більшовикам. І ми застали прилучені до радянської України. Про це сопівчани склали пісню: «У неділю вранці в десятій годині Розпалася Польща на дві половини. Одну половину — взяли славні німці, Другу половину — червоноармійці. Ой ти Регли Шмігле, як тобі здається — Ти втік за границю, увесь світ сміється».
При радянській Україні перебували не цілих два роки, бо Гітлер напав на Радянський Союз і ми застали під німцями, через 3 роки, до весни 1944 року, як червона армія розбила німців і ми опинилися при радянській Україні. В польсько-німецькій війні з Сопова загинуло 5 чоловік і кілька десятків попали до неволі. Під час війни солтисом у селі був Катеринчук Михайло, десятників примушували забирати ґазд з підводами на будівництво аеродрому. Кожен ґазда мав дати зерна, молока, тютюну, м'яса. За це людям платили німецькими марками. В селі була дисципліна. В той час почали арештовувати людей: єврейську родину — мельника, Бакая Михайла, Микитюка Петра, Котурлаша Миколу.
На другу світову війну пішло з Сопова 520 людей, котрих брали від 1939 року до 1945 року. Не було хати, родини, щоб хтось не пішов. І так: на фронті загинуло 130 людей, з причин війни — 79, разом — 209 осіб. Люди гинули різно. Одні в боях, інші від ран, одних мадяри в селі вистріляли, інших тифом заразили таки наші, одних мордували різним способом, стріляні, вішані, живцем ховані. Нема в селі родини, щоб не мала когось страченого в цій другій світовій війні. Під час війни в селі був фронт, спалено кілька хат, а під час бою — 10 хат, вистріляні кільканадцять жителів. Багато є похованих в нашому селі червоноармійців.
Як підрахував тодішній голова Бойчук Василь, їх поховано 265 чоловік. А також багато було жертв сталінської комуністично-московської репресії.
Під час розкопок Дем'янового лазу знайдено останки заарештованих 1939—1941 року сопівських людей, які були в «Просвіті», ОУН — Бойчука Івана і Василя, Довганюка Степана, Дорундяка Михайла, Філіпа Василя.
Тепер важко встановити істину, але сопівські старожили називають вояків УПА, які били німецьких і радянських окупантів і хотіли волі рідній Україні. Це — Томенко Василь, Дорохович Василь з сином Василем, Томенко Іван, Довганюк Дмитро, Кушнір Йосип, Паландюк Йосип, Клюсак Петро, Федюк Василь, Федюк Йосип, відомості про те, що зв'язковою ОУН була вчителька Попівської школи Ганна Станкевич. Село забезпечувало українських повстанців і підпільники продовольством. У цьому брали участь переважно жінки. Кушнір Параска, яка везла хліб нашим борцям за волю, була застрелена червоними окупантами, у Федюк Марії московські зайди спалили хату. Інші, живі учасники тих подій, не хочуть розповідати про ті героїчні і тривожні події і це свідчить, як глибоко в декого в душі сидить страх, насаджений соціалістичною системою. У садибі Кушніра, а достеменніше в стодолі, був схрон, в якому загинули 20 січня 1952 року три підпільники ОУН: — «Тур» — Шовковий Микола, «Мишка» — Явдошняк Іван, «Пімста» — Костюк Василь. У 1992 році ца цьому місці урочисто відкрито пам'ятник.

## Громадське і культурно-просвітнє життя
У 1875 році в Сопові заснували читальню. Про це згадує Олекса Томенко: «Читальня, не маючи власної хати, кульгала. А вся молодь сходилася по корчмах, котрих в той час аж 5 було в селі. А корчмарі — жиди; відраджували молодим хлопцям ходити до читальні. А щодо дівчат, то не було мови, щоби котрась пішла до читальні, її все село би висміяло і жодна не мала відваги там вступити.
Аж по першій світовій війні зачала вся молодіж ходити в читальню разом. Але верну щодо власної хати. Засновники „Просвіти“ неграмотні наймали у господарів кімнату, але зійдуться в неділю або свято, накурять цілу хату і господарі відмовили схід. Упросилися у громадського уряду, але й там не йшло: урядники зачали в неділю і свята урядувати навмисно. Бо то були люди неграмотні, а ще жиди-орендарі давали такому війтові могорич і він урядував/скликав збори у неділю. А не маючи де зібратися, молодіж йшла до корчми. А там уже при горілці було різно. Тому тодішній виділ „Просвіти“ зачав думати-радитися про хату. Але на це треба грошей. Отож отець Харжевський з дяком Михайлом Сметанюком зорганізував церковний хор. Хор ходив колядувати по тодішніх панах і гроші складав на хату. У 1891 році купили стару школу і побудували на зарінку читальню — тут, де тепер склеп. Читальню будували власними силами, а господарі помогли дубиною. Кожний господар старався дати і привезти дуба. Навезли були так, що виділ не зміг змістити у будову, а попродав і на отримані гроші купили споживчих товарів у Коломиї і утворили крамницю, котра живе донині, лиш в іншій формі. У своїй хаті пішло нове життя. Молоді хлопці зачали ходити до читальні, а корчми зачали пустіти. А ще молодь зачала бойкотувати корчми. До корчми в неділю або свято ніхто не заходив, бо всі, хто лише уздрів кого, що заходив до корчми, кричали: „Ганьба!“. Для цілого села в читальні вже ставало затісно, бо половину будинку займала крамниця. А молодь зачала творити гуртки — хоровий, аматорський, господарський, січовий. Місця вже не ставало. Отже, треба обширної салі і зачали збирати гроші на нову хату. З колядів і переставлень у році 1908 купили стару резиденцію і за одну ніч перевезли на зарінок. Всю роботу робила молодь і молоді господарі. Однак старшому поколінню не сподобалося і увесь матеріал перевезений відібрали у виділу читальні і побудували дім для канцелярії уряду громадського. Молодь зосталася ошукана без хати. Однак виділ збирав дальше жертви. В 1912 році купив стару корчму на селі у отця Войнаровського за 500 корон австрійських. Зачали готувати матеріали. Дубину подарували люди Сопова, ялину купували в Княждворі. Всю роботу зроблено, як можна було. Майстри плачені, а решта помагали, як могли. Тодішній касир читальні Олексій Іван був щодня при будові від початку до кінця. В році 1913 завезено матеріали, а у 1914 побудовано читальню на 21 метр довгу, а 10 метрів широку… Укрита дахівкою, що було дуже тяжко дістати. Але через робітників фабричних /Федора Свищука, і то лише одну фіру денно, з Делятина привезено листівок і облісковано. Привезено глини, соломи до мащення. Але раптом 1.08.1914 року вибухає війна і вся робота зоставлена, бо всі пішли на війну. Під час будови був виділ: Томенко Микита — голова, Воронюк Яків — заступник, Олексій Іван — касир, Томенко Дмитро — писар. Комітет будови: Воронюк Яків, Паландюк Іван, Довганюк Іван. Я, будучи в заступниках виділу, був товчком всієї роботи. Де лиш заходила потреба, знаходив послушних людей і кажу, що слухали і все робили. З фірманів найбільше їздив і слухав Андрій Філіп, а з робітників — Йосип Ганишевський. Але признаю, що не було одної родини, щоби ся відтягнула від якого датка або роботи при будівлі нашого дому. Під час війни будинок зістав знищений, листівки обірвані, стіни порозбирані, матеріали і дошки розбирані. Дім схилився назад, так, що треба було все направити. Вернувши з такої довгої і великої світової війни, люди були знищені на здоров'ю, 100 людей загинуло. А ті, що повернулися, зійшлися і по довгій нараді рішили, що конче треба будинок направити і докінчити. Вибрали виділ села, однак громадяни села відказали допомогти. Виділ сам робив, але заледве направив будинок і більше не в силі. Другого року ніхто не хотів бути у виділі. Але з тяжкою енергією скликалося всіх і зроблено. Куповано по вікну, по дошці, завдано членам читальні робити клинців до мащення. Обклинцьовано, привезено соломи, глини і самі члени розложили між собою мастити по стіні. Навіть священик для прикладу взяв одну стіну мастити, що і виконав. За прикладом отця Романовського застала читальня обмащена і скінчена у 1925 році. По війні і дівчата стали заходити до читальні. Василь Дебелко — організував театральний гурток, котрий давав вистави, а увесь дохід ішов до читальні. З цього зроблено підлогу і софіти. Отже скінчили будову. В 1925 році посвятили новий будинок у 40 років заснування „Просвіти“ в Сопові. Дожили до посвячення ще 5 тих засновників, що виділи добрі плоди своєї роботи».

## Товариство «Сільський господар»
У 1935—1936 роках в селі діяли і інші товариства «Сільський господар» і «Хліборобський вишкіл молоді», мали практичне спрямування і вчили вести сільське господарство. Головував Томенко Михайло, навчав агроном з Коломиї. Члени товариства ставили досліди над різними сільськогосподарськими культурами. Особливих успіхів досягли у вирощуванні кормових буряків.

## «Союз українок»
«Жіноча громада», «Союз українок» навчали дівчат і жінок вести хатню роботу, гідно поводитися. Досі пам'ятають фестини 1939 року в Сопові, щедрі на ігри, танці, вистави. Це були найкращі зразки культурного проведення вільного часу. Керувала цим товариством Софія Свірнюк.
Головною метою товариства «Каменяр» була робота серед молоді, розвиток спорту і освіти.. В пам'яті сопівських людей залишиться Михайло Томенко, який був бібліотекарем, Василь Ільків і Василь Жупник, які ставили вистави. Пам'ятають музик: Матія Федчака й Івана Тихонюка — скрипалів, Михайла Дорундяка і Василя Кушніра — цимбалістів, а на бубні грав Гавриш Михайло. Остинніми троїстими музиками в селі були Михайло Яськів /скрипка/, Микола Дорундяк /цимбали/, Петро Жупник /бубен/.
У селі традиційно люблять хорове мистецтво. Свого часу керівниками хору були Олексій Василь, Петро Мельничук, Василь Томенко. Деякий час сопівські співаки становили основу народного хору «Гомін Карпат». Тепер знову виступає сопівський хор, який дістав звання народного під орудою Любомира Грабця. Як і колись, діє аматорський гурток, яким керує Євдокія Батринюк. Дбають сучасні мешканці села про відродження національної самосвідомості.
Тому там, де 100 років тому наші предки будували читальню, ставили хрести на згадку, їхні нащадки поставили пам'ятник Тарасові Шевченку — нашому українському велетові Духа. Зеленої неділі 1990 року мармурове погруддя посвячене й урочисто відкрите. В центрі села постав меморіальний комплекс, куди ще входить пам'ятник воякам УПА, символічна могила січовим стрільцям. Туди записані імена наших дідів і прадідів, які віддали життя за волю України.
За панщини в Овнові школи не було. І лише піп з дяком уміли писати і читати. Писали старослов'янською. Дяк ходив хатами, учив читати і писати. Але не всі були спроможні платити за науку. Аж за Австрії Сопів і Кийданч разом побудували школу на городі Терезових. У цій школі навчав один учитель усіх дітей з двох сіл двічі на день.
У 1864 році в Солові згадується парохіальна школа, де 20 дітей навчав Володимир Стрільбицький, син пароха з Текучі. В 1887 році засновується державна школа, в якій навчалося вже 176 дітей, у 1912 в Солові утворюється чотирикласна українська школа, в якій навчали Юзеф Пушкар, Іванна Вітвицька, Ольга Герасимовічова, Микола Грипів, Ольга Вітвіцька. Пізніше директором школи стає Теодор Бундзяк, за ним — Пушкар Йосип, а далі Микола Грипів, який керував школою до 1951 року. Про нього дещо докладніше, бо залишив про себе найкращі спомини.
Микола Грипів прийшов на роботу в Сопівську школу в 1913 році, а після війни продовжував в ній працювати до 1949 року. Пан Гринів полюбив Сопів як своє рідне село. Умів знайти спільну мову з учнями і жителями села. Діти і батьки поважали свого вчителя, він навчав їх садівництва. На шкільнім городі сіяли, доглядали саджанці, вчилися щепити дерева, а закінчивши школу, одержували на пам'ятку молоді деревця, щоб коло кожної хати красувався сад. До жодних партій не належав, але слідкував за тим, щоб оберегти дітей від полонізації. В неділю чи свята любив виходити на місток біля школи, куди приходили ґазди і обговорювали різні господарські справи.
Узимку сходилися до директора, щоб поговорити, порадитися. Холодної пори, якщо сторож не допалив і в класах було прохолодно, директор школи сам приносив дрова і підкладав у піч.
До учнів ставився лагідно, але був вимогливий, вимагав послуху і знань.
Умів гуртувати людей і завжди знаходив з ними спільну мову. Коли померла сестра його дружини, взяв до себе двоє маленьких дітей, виховав їх, вивчив і забезпечив на майбутнє.
Тепер у школі навчається 250 учнів, працює 24 вчителів. Із школою пов'язаний розвиток спорту в селі. Це те, чим відрізняється сучасний Сопів від усіх навколишніх сіл. Колектив фізкультури — постійний призер районних спартакіад, учасник фінальних обласних змагань культурно-спортивних комплексів. В селі працювали секції кульової стрільби, легкої атлетики, футболу, ручного м'яча, волейболу і баскетболу. Петро Грабець підготував 50 першорозрядників з різних видів спорту.
Відомими в області стали Лев Тодорів — перший чемпіон області з кульової стрільби. В 1958 році його успіх повторив Борис Бакай — майстер спорту СРСР. Майстрами спорту стали Мирослав Паландюк, Роман Грабець, Ігор Ксинін, Василь Дебелко, який був у 1985-86 роках чемпіоном СРСР. З інших видів чемпіонами району і призерами обласних змагань в різні роки були: з настільного тенісу Василь Свірнюк; Микола Довганюк, Іван Довганюк, Оксана Мельничук, Оксана Шевчук з лижних гонок, з біатлону Микола Філіп, Богдан Мельничук, Мирослав Паландюк, Дмитро Дмитренко, Петро Грабець, в легкій атлетиці проявили себе Віктор Панисько, Микола Тихонюк, Василь Волащук, у важкій атлетиці — майстер спорту СРСР Василь Котюк, з шахів — сім'я першорозрядників Бакаїв, з авіамоделювання — Яромир Стефак, з гирьового спорту — Леонід Паландюк. З ініціативи П. П. Грабця в селі обладнано стадіон, збудовано стрілецький тир.
Сільська рада народних депутатів в Сопові затверджена органами управління в березні 1945 року. Голови і секретарі сільради часто змінювалися: 1945 рік — голова Андрій Тихонюк, секретар Дмитро Пнівчук, 1947 рік — голова Дмитро Пнівчук, секретер Василь Паландюк, 1949 рік — голова Дмитро ІОщак, секретар Василь Паландюк, 1950 рік — голова Дмитро Ворошок, секретар Меланія Олексій, 1951 рік — голова Дмитро Воронюк, секретар Дмитро Котурлаш, 1952 рік — голова Іцдн Тихонюк, секретар Марія Негрич, 1954 рік — голова Федір Овофрійчук, секретар Марія Негрич, 1955 рік — голова Петро Ганишевський, секретар Марія Негрич, 1956 — голова Іван Миронюк, секретар Марія Негрич, 1957 рік — голова Іван Тихонюк, секретар Марія Негрич.
П'ятнадцятого червня 1959 року рішенням облвиконкому Сопівська сільська рада була об'єднана з Нижньовербізькою, з центром у селі Нижній Вербіж. Головою обрали депутата з Нижнього Вербіжа Григорія Онофрійчука, секретарем — нашу односельчанку Марію Негрич.
Сопівська сільська рада народних депутатів відновлена в жовтні 1990. Цього разу депутати вперше самі вибирали голову виконкому. Ним став Мирослав Филипів. Він впершу чергу відстоював інтереси села. Провів велику роботу щодо розподілу землі, продовжив, роботи щодо газифікації села, розпочав добудову школи, повів боротьбу за чистоту села. Підтримка різних ідей і пропозицій селян по покращенню громадсько-політичного життя теж лягає на плечі голови. За час роботи відновленої сільради голова проявив зацікавленість у вирішенні різних проблем. Отже, у своєму виборі депутати не помилилися.

## Церква
Церква побудована ще 1852 року, а посвячена 14 жовтня 1853 року на честь Покрови Пресвятої Богородиці належить УГКЦ. В будівництві церкви брали участь: Михайло Филипів, Федір Свірнюк, Максим? Федюк, Яків Томенко та інші ґазди.
В різні часи на парафії були священики:
- о. Григорій Целевич — 1761 p.,
- о. Дмитро Сінгалевич /1831—1835 p.p.
- о. Євдокій Романовський /1835—1836 p.p.
- о. Григорій Филипів /1870—1873 p.p.
- о. Теофіль Кисілевський /1873—1874 p.p.
- о. Йосип Харжевський /1874—1880/ p.p.
- о. Лонгін Балицький /1880-1882 р. р.
- о. Йосип Харжевський /1882—1907 p.p.
- о. Олександр Майковський /1907 р.
- о. Іван Войнаровський /1908—1909 p.p.
- о. Михайло Романовський 1909—1936 p.p.
- о. Микола Кавацюк /1914—1915 p.p.
- о. Іван Брикович /1915—1916 p.p.
- о. Яків Жибчин 1916 р.
- о. Василь Грицей /1936—1938 p.p.
- о. Іван Грабовецький /1938—1939 p.p.
- о. Володимир Кучинський /1940—1947 p.p.
- о. Іван Станецький, 1947 р./,
- о. Михайло Дмитерко /1947 р./,
- о. Роман Жалкевич, 1952 р./,
- о. Петро Вовк з 1952 р./,
- о. Михайло Сенеджук з 1952 р./,
- о. Олег Ткачук, парох,1995/ в даний час
- о. Ігор Куник сотрудник з 2000 р.до 2012 р.
- о. Іван Шинкарук сотрудник з 2013 р./січ 2023 року

Із жителів села став священиком Дрібнюк, якого поховано в Коломиї. Тепер навчаються Роман Стефурак, Павло Томенко, Микола Шевчук, Олекса Чорнюк.
До 1852 року стояла стара церква, з якої пізніше зробили дзвіницю. А нову церкву будували майстри-гуцули. В 1901 р. замінили ґонти на бляху. Останнім часом реставрували церкву місцеві майстри-маляри Микола Дебелко і Ярослав Бойчук.
Церква бере активну участь в житті села. Славиться церковний хор. Подвір'я церкви і цвинтар впорядковані. За це відповідають Василь Дмитренко й Іван Довганюк. В часи радянської влади (1944—1991 р.), коли скрізь закривалися церкви, в Сопові церква діяла. Великих зусиль для цього доклали Марія Довганюк, Василь Катеринчук, Марія Климович, Іван Дмитренко, Дмитро Пнівчук, Василь Клюсак.
Відновлена капличка 1993 року.
У селі не сталося міжконфесійного конфлікту. Громада вирішила відновити греко-католицьку церкву, як це було до грудня 1947 року. Сільські ґазди з сім'ями відвідують Богослужіння і в Коломийських церквах. Варто згадати і кілька гарних капличок, які побудовані й реставровані в останні роки.
Незважаючи на цькування з боку комуністичної влади, в багатьох місцях Сопова збереглися пам'ятні хрести (на честь знищення панщини, за офіру). На сільському цвинтарі поховані всі, хто вважав Сопів своєю батьківщиною. Тут є могили першого сопівського лікаря Михайла Кушніра, найкращого директора Сопівської школи Миколи Гриніва, священиків Дмитерка, Харжевського, Романовського, Сінгалевича.

## Господарство
У Сопові люди здавна займалися скотарством, землеробством, солеварінням і ремеслами. Працьовиті і дбалі люди досягали завжди значного успіху. До приходу радянської влади господарство мало свою вартість. Люди поважали чесну працю на землі. З запровадженням соціалістичної системи приватні селянські господарства знищені. Томенко Олекса, наприклад, залишив свідчення, як його пограбувала комуністична влада. Отож в нього забрали коней, корів, 6 возів, плуги, плужки, марки, борони, стодолу (162 м²), 22 морги поля і лісу. Цей же ґазда здав на державні позички 5,5 тис. рублів за куркульство, а також щороку до 1948 р. здавав 8000 рублів.
Крім Томенка Олекси, були в пошані ґазди: Микола Федюк, Василь Федюк, Василь Паландюк, Василь Бойчук, Микола Дмитренко, які мали приблизно по 50 моргів поля, але 1944 року їх розкуркулили.
Відомими були такі ремісники: бондар Микола Курдибан, ткачі Дмитро Филипів, Дмитро Дмитренко, Василь Дмитренко, шевці Яків Кушнір, Василь Томенко, стельмахи — сім'я Косілевичів, гончар — Кароль Панковський, байбараки шили Петро Кушнір, Микола Харащук, а постоли — Василь Кушнір.
До 1783 року на Бані була солеварня, звідки сопівські люди возили сіль на східну Україну. За даними актів з 1646 над потоком Більшівським знаходилася солеварна баня Сопівська. Старожили Печеніжина стверджували возному з галицького роду, коли він об'їздив місцевості бань. Возний записав в акти на основі свідчень громади: «Говорять всі, що над тим більшівським потоком була баня ще за небіжчика його милостивого пана Степана Потоцького, воєводи Брацловського першого дідича Сопівського, але тепер через недостачу росолу опустошилась». Вислів возного, що існувала баня, ще за часів небіжчика свідчить про її давність. Про це оповідав своїм внукам Михайло Жигалюк. Крім того, в Сопові був горілчаний завод, водяний млин Шлюзира, тартак Барона, кооператив «Господарсько-гандльовий», ковальська майстерня, де працювали Кох, Косілевич, Кремер, Струсевич, Байковський та інші. Через село упродовж 1880-х—1969 років проходила залізниця Коломия — Слобода Рунгурська, де також були зайняті наші селяни. Для перевезення рюпи до перегінного заводу в Печеніжині і вивозу готової нарти треба було спорудити залізницю зі сполученням Коломия, Сопів, Печеніжин, Рунгури і Слобода Рунгурська. В побудові цієї залізниці брали участь робітники як із Сопова, так із Печеніжина. Залізничні станції відкрили в Сопові, Кийданчі, Печеніжині, Рунгурах і Слободі Рунгурській. Перший поїзд, як довідуємося із запису дирекції державний колії в Станіславі, пішов 1887 року.
Тепер у селі займаються ткацтвом, килимарством, пасічництвом, кушнірством, бондарством, лозоплетінням, в'язанням, кравецтвом, шиють взуття, виготовляють меблі. Є багато будівельників, шоферів, зварювальників і людей інших фахів. Водночас тут уміють і люблять доглядати землю і худобу, якої в селі 350 штук, а також є 20 коней, багато кіз, свиней, домашньої птиці. Зростає добробут селян.
Перший колгосп заснований 1940 року з приходом перших совітів, а потім відновлений наприкінці 1947 року. Першим головою був Ілько Филипів, а другим — Іван Тихонюк. До 1953 року колгосп носив ім'я Сталіна, до 1559 року — «Правда» і т. д., а з 1973 року — ім. О. Довбуша. Тепер в селі організована селянська спілка.

## Доба національного відродження
Дванадцятого березня 1989 року під час концерту, присвяченого Тарасові Шевченкові, з ініціативи Петра Петровича Грабця утворено комітет для організації в Сопові осередку Товариства української мови імені Тараса Шевченка. Двадцять третього квітня на першому засіданні оргкомітету розподілено обов'язки і визначено делегатів на установчу міськрайонну конференцію ТУМ-у, делегатами якої стали: Петро Грабець — голова, Ярослав Бакай — заступник, член осередку Тарас Тодорів. В товариство ввійшло 36 осіб. Одинадцятого грудня 1989 року правління Коломийського ТУМ-у імені Тараса Шевченка видало свідоцтво про те, що ТУМ с. Сопів є осередком Коломийського міськрайонного товариства. Головними завданнями члени осередку вважали боротьбу за незалежність України, відродження народних традицій та релігійних обрядів, підготовку до виборів у місцеві органи влади, будівництво меморіального комплексу в центрі села. Чотирнадцятого січня 1990 року з ініціативи членів осередку ТУМ-у проведено театралізоване дійство «Свята вечеря», в якому брав участь церковний хор із священиком о. Михайлом Сенеджуком. Тут вперше винесено на сцену жовто-блакитний прапор. У лютому 1990 року під час зустрічі з кандидатами в депутати члени ТУМ-у Тарас Тодорів організатор, Микола Свірнюк, Іван Клюсак, Дмитро Филипів, Ігор Лещук, Дмитро Книщук внесли до клубу шість синьо- жовтих прапорів під звуки Запорозького маршу. Шістнадцятого березня 1990 року на загальних зборах осередку ТУМ-у було прийнято рішення підняти біля Сопівського будинку культури національний синьо-жовтий прапор. Під звуки стрілецького гімну «Ой, у лузі червона калина» стяг підняв учень Сопівської школи Павло Томенко. Дев'ятого травня 1990 року в осередку обговорювали заяву ЦК КПРС Верховної Ради УРСР, Ради Міністрів про морально-політичну ситуацію в нашій області. Тоді ж обрали оргкомітет для підготовки відкриття меморіального комплексу, розподілили обов'язки. Площу для пам'ятників готували Іван Довганюк, Василь Дмитренко, Микола Петрук, Іван Дмитренко, Дмитро Витринюк, Йосип Свірнюк та інші. Замовили пам'ятник Тарасові Шевченкові і хрест символічної могили січовим стрільцям у скульптора Василя Шеваги з Тлумача. Виготовили пам'ятні вимпели і запрошення з програмою свята. Кошти для цього зібрала громада села.
У Зелену Неділю 1990 року меморіальний комплекс освятили і урочисто відкрили. Це стало великою подією, на якій були присутні жителі багатьох сіл району. На відкритті виступили Тарас Тодорів, Михайло Мацкула, Лідія Ріпецька, Юрій Тимошенко, Дмитро Гриньків, Марія Томенко. До святкової програми були залучені хорові колективи Сопова, Печеніжина, Воскреешців і міськрайонного Товариства української мови імені Тараса Шевченка. Відправляли панахиду священики: декан Коломийського деканату УГКЦ Петро Чиборак, настоятель Сопівської церкви Михайло Сенеджук, священики з Корнича і Березова.
Тієї днини сопівські селяни, молодь і інтелігенція мали загальне піднесення, святковий настрій. Через кілька днів у школу приїхали працівники Коломийського КДБ з приводу того, що на святі учні тримали національні прапори, а також бойовий прапор УПА. Але ніщо вже не могло зупинити загального процесу національного відродження. На Покрову Святої Богородиці 1990 року в Сопові, вперше в районі, відкрили пам'ятник-стелу воякам УПА — сопівчанам, які загинули у визвольних змаганнях.
Восени 1992 року на честь 50-річчя створення УПА споруджено пам'ятник трьом воякам УПА, які загинули в криївці і не здалися червоним окупантам. На свято прийшли ветерани Братства ОУН-УПА, рідні загиблих з Печеніжина і Стопчатова. До будівництва пам'ятника найбільше зусиль доклали Іван Клюсик, Михайло Жупанський, Микола Томенко.
Останнім часом в поле зору осередку все частіше попадають і економічні проблеми села; газифікація, добудова школи і т. д.

## Уроденці
- Арсен Деркач (2006—2025) — український військовослужбовець, бригада НГУ Азов [7][8]

## Світлини

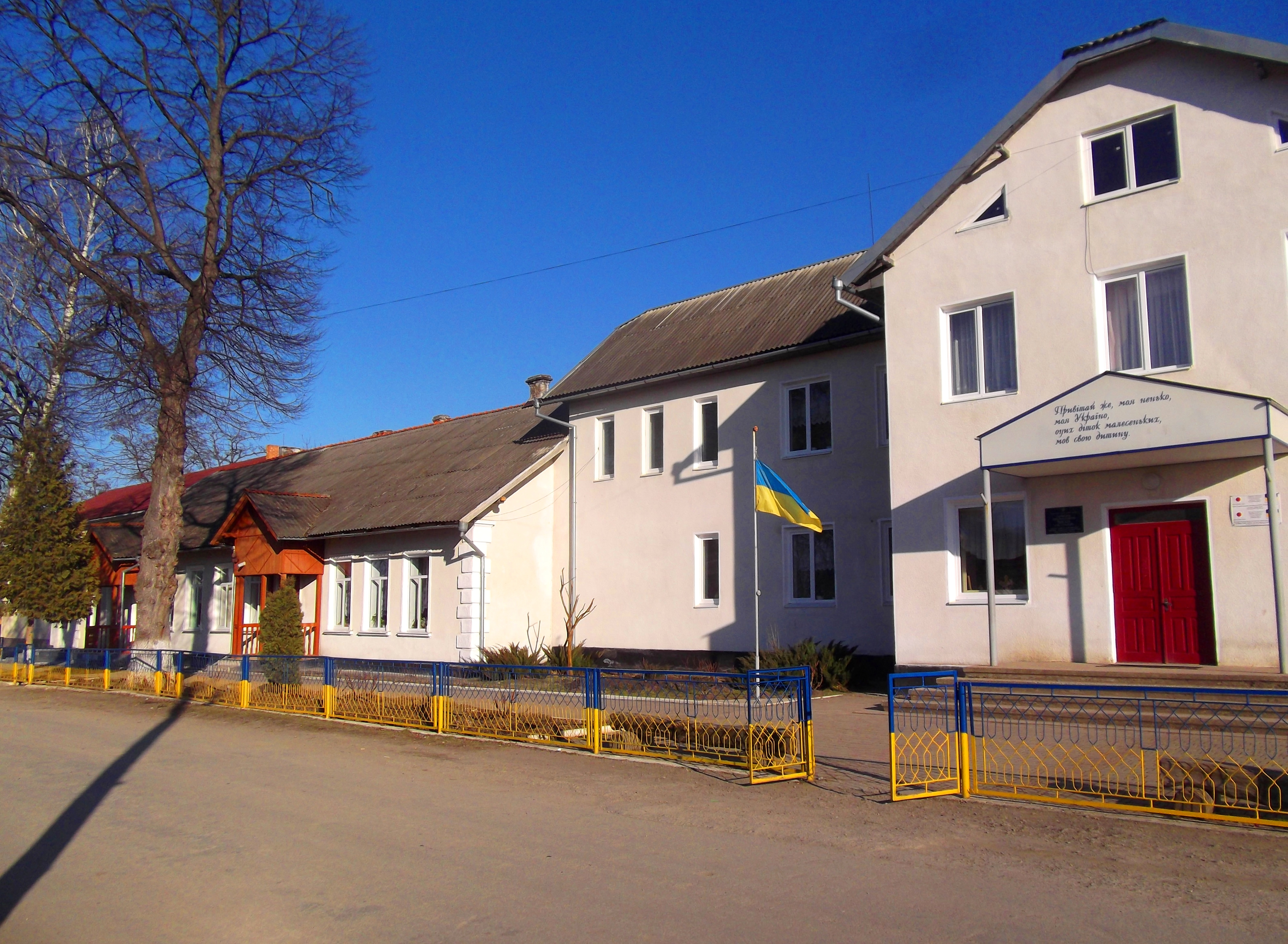
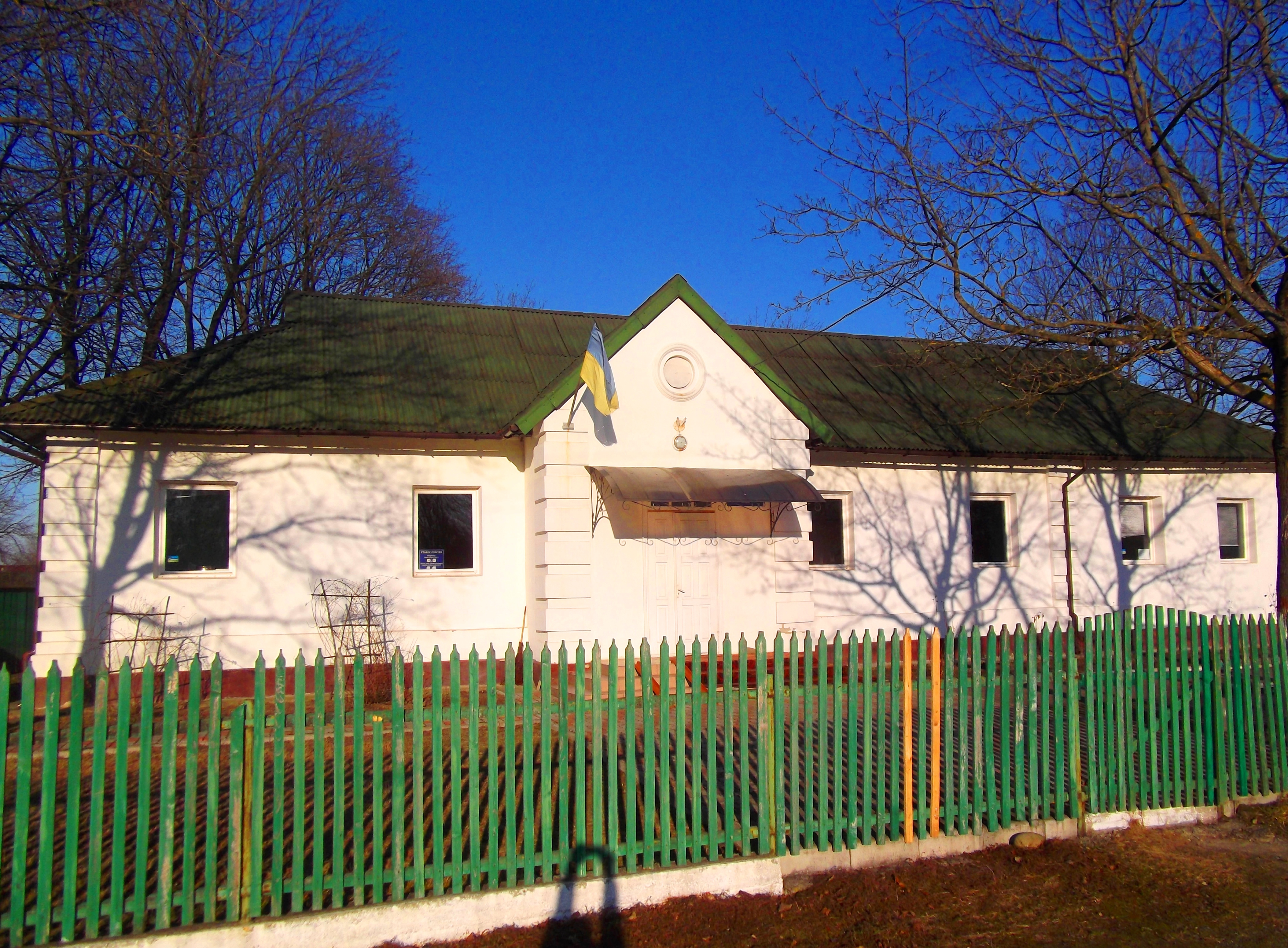
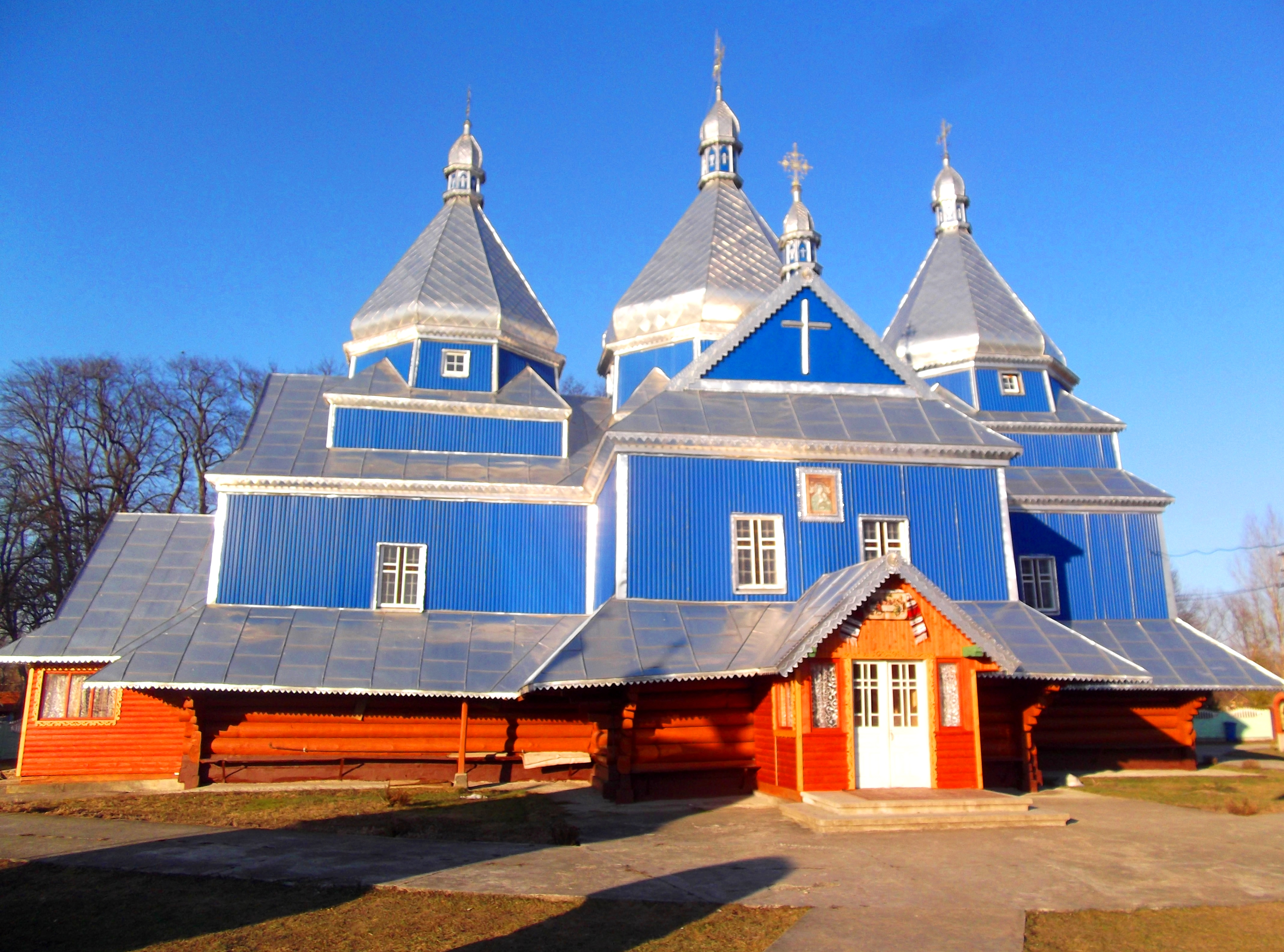
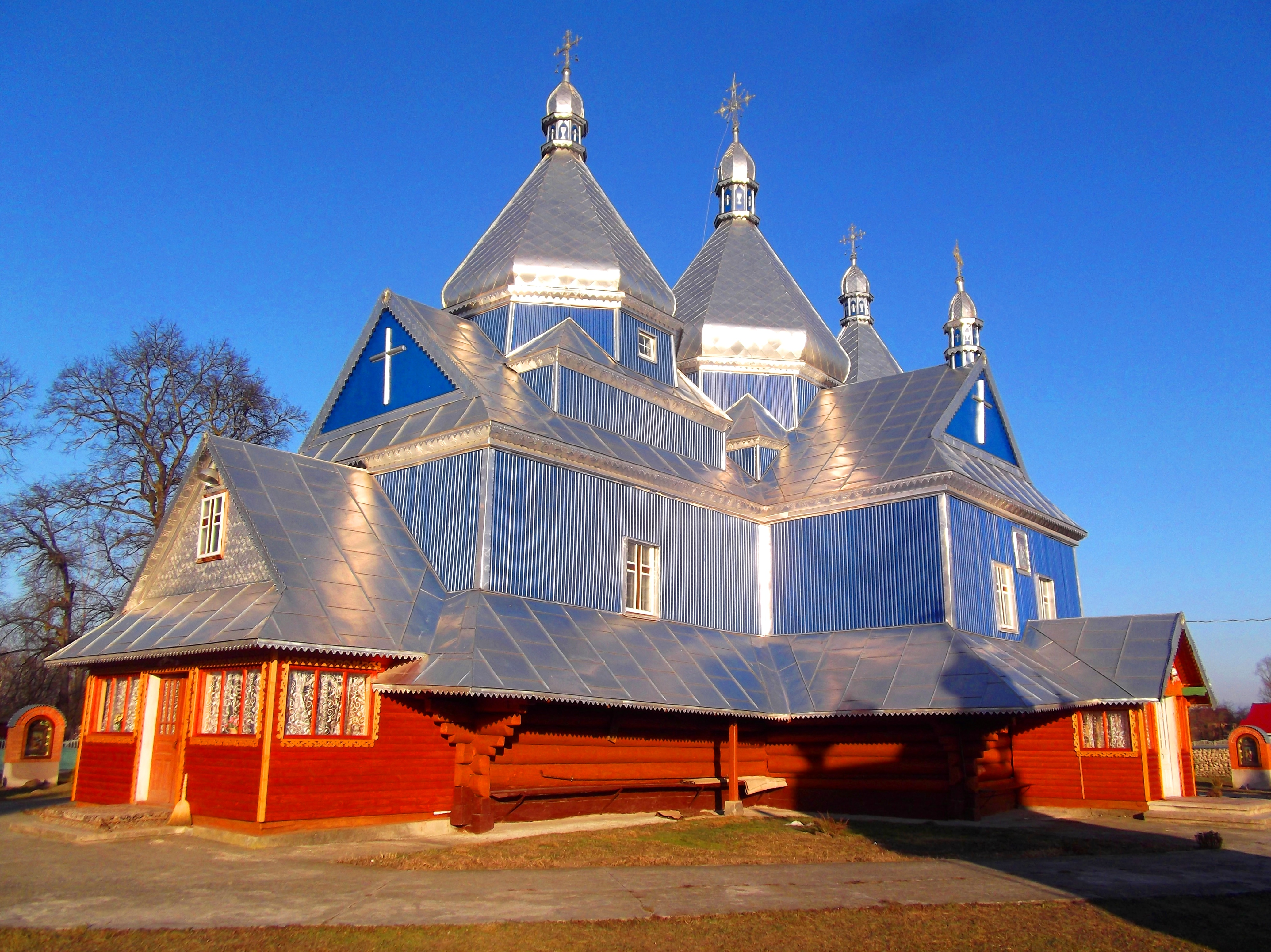
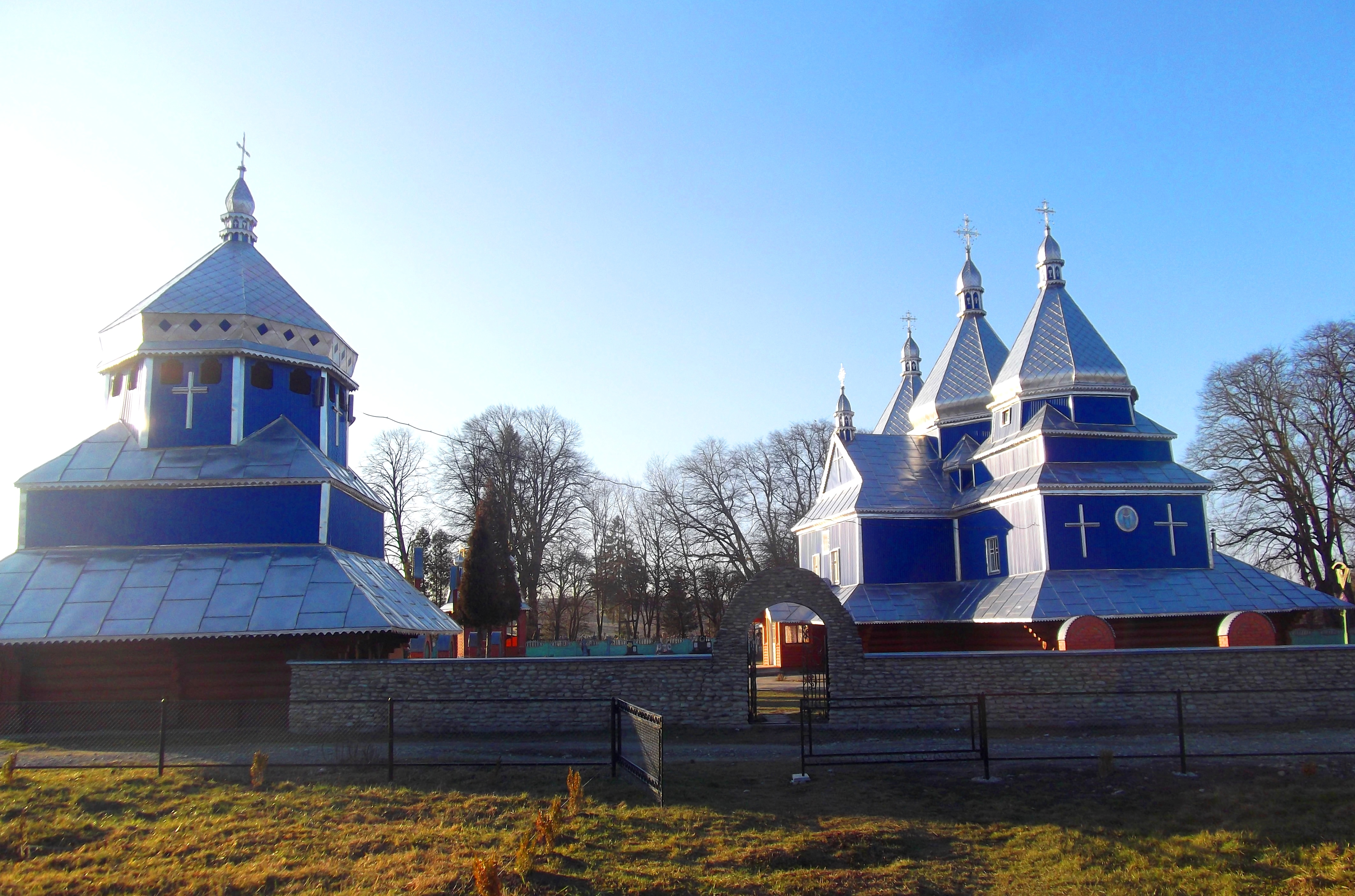